# TvN 불금불토드라마

tvN 불금불토드라마는 tvN에서 매주 금요일 밤 11시에 방영되는 텔레비전 드라마다.
2016년 8월부터《신데렐라와 네명의 기사》와 《안투라지》는 불금불토스페셜로 방송되었으며 2018년 9월부터 《빅 포레스트》부터는 불금시리즈라는 명칭으로 방송되고 있다.

## 방송 시간
| 방송 채널 | 방송 기간                          | 방송 시간                    | 비고 |
| --------- | ---------------------------------- | ---------------------------- | ---- |
| tvN       | 2016년 8월 12일 ~ 2016년 10월 1일  | 금요일 · 토요일 밤 11시 15분 |      |
| tvN       | 2016년 11월 4일 ~ 2016년 12월 24일 | 금요일 · 토요일 밤 11시      |      |
| tvN       | 2018년 9월 7일 ~ 2019년 4월 26일   | 금요일 밤 11시               |      |
| tvN       | 2019년 9월 20일 ~ 2019년 12월 6일  | 금요일 밤 11시               |      |

## 작품 리스트

### 2010년대

#### 2016년
- 《신데렐라와 네 명의 기사》 : 2016년 8월 12일 ~ 2016년 10월 1일
- 《안투라지》 : 2016년 11월 4일 ~ 2016년 12월 24일

#### 2018년
- 《빅 포레스트》 : 2018년 9월 7일 ~ 2018년 11월 9일
- 《톱스타 유백이》 : 2018년 11월 16일 ~ 2019년 1월 25일

#### 2019년
- 《막돼먹은 영애씨 17》 : 2019년 2월 8일 ~ 2019년 4월 26일
- 《쌉니다 천리마마트》 : 2019년 9월 20일 ~ 2019년 12월 6일

## 같이 보기
- SBS 금토드라마
- JTBC 금토드라마
- TV조선 금토드라마